# Oktagon MMA

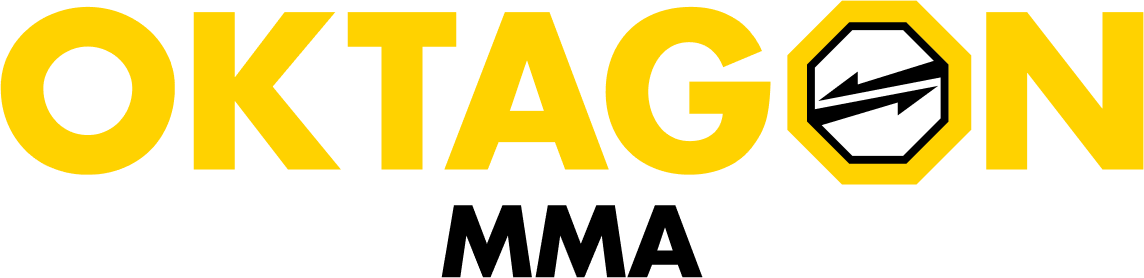
Logo

Oktagon MMA – czesko-słowacka organizacja założona w 2016 roku przez Pavola Nerude oraz Ondřeja Novotnégo, promująca walki na zasadach MMA. Oktagon z powodzeniem organizuje gale na największych czeskich oraz słowackich arenach. Organizacja posiada własne reality show zatytułowane „Oktagon Challange”, który jest będącym odpowiednikiem amerykańskiego programu „The Ultimate Fighter'a”, a także program „Oktagon Majk" czyli program typu talk show o zawodnikach i ludziach związanych z organizacją Oktagon MMA. W trakcie pandemii koronawirusa organizacja powołała turniej „Underground", w którym zawodnicy na specjalnych zasadach rywalizowali w czterech kategoriach wagowych o nagrodę w postaci stu tysięcy euro.

## Historia
Organizacja Oktagon MMA po raz pierwszy dała się poznać w 2016 roku, kiedy rozpoczęła zdjęcia do programu reality show „Oktagon Challenge”, w którym 8 zawodników (4 z Czech i 4 ze Słowacji) walczyło na wzór amerykańskiego „The Ultimate Fightera” o kontrakt z organizacją i 10 000 euro. Reality show był emitowany w O2 TV Sport w Czechach i JOJ Plus na Słowacji. Finał zakończył się 10 grudnia 2016 pierwszym w historii turniejem Oktagon 1, który odbył się w praskiej Hali Sportowej Královce, gdzie słowacki zawodnik Gábor Boráros zwyciężył w finale pierwszej serii Oktagon Challenge, pokonując Jakuba Běle po niespełna 4 minuty pierwszej rundy przez poddanie (duszenie zza pleców).
W 2017 roku organizacja zorganizowała 3 turnieje. Na kwietniowym turnieju Oktagon 2, który odbył się na arenie HANT w Bratysławie, Gábor Boráros pokonał w walce wieczoru Rolanda Čambala przez TKO po 3 minutach pierwszej rundy.  Lipcowa gala Octagon 3 odbyła się na centralnym korcie tenisowym w praskich Štvanicach, a w walce wieczoru zmierzył się słowacki zawodnik Attila Végh, który jednogłośną decyzją punktową pokonał Irlandczyka Paula Byrne'a. W listopadzie tego samego roku organizacja zorganizowała turniej Oktagon 4, który ponownie odbył się na arenie HANT w Bratysławie i podczas którego odbył się finał drugiej serii Oktagon Challenges. W nim Samuel Krištofič pokonał Radovana Úškrate po 2 minutach trzeciej rundy przez poddanie (duszenie trójkątne rękoma).
17 marca 2018 roku organizacja po raz pierwszy zaprezentowała się w Ostrawie, a dokładnie na arenie RT Torax, gdzie w walce wieczoru Ľudovít Klein zmierzył się z Matějem Kuzníkiem. Po 4 rundach walka została przerwana na polecenie lekarza, a zwycięzcą został Ľudovít Klein przez TKO.  Następnie odbyła się gala Oktagon 6, która odbył się 26 maja 2018 roku w hali U. S. Steel Košice. W walce wieczoru udział wziął Samuel Krištofič, który w 1. rundzie pokonał Ondřeja Raškę przez TKO.  28 lipca 2018 r. organizacja po raz drugi zorganizowała kolejne wydarzenie na centralnym dziedzińcu praskich Štvanic, a mianowicie galę Octagon 7. W walce wieczoru o pas mistrzowski w wadze ciężkiej Michal Martínek zmierzył się z Danielem Dittrichem. W trzeciej rundzie Martínek pokonał Dittricha przez TKO i tym samym został pierwszym w historii mistrzem organizacji Oktagon MMA. Gala Oktagon 8 była częścią kręcenia trzeciej serii Oktagon Challenges. Jakub Dohnal i Matúš Arpáš oraz Karol Ryšavý i Aziz Dauliatov rywalizowali w półfinale reality show w Hotelu Imperial w Karlowych Warach. Do finału gali dotarli Jakub Dohnal i Karol Ryšavý, ich wspólny pojedynek odbył się następnie na turnieju Oktagon 10. W połowie września 2018 roku organizacja po raz pierwszy zaprezentowała się w największej słowackiej hali, Stadionie Zimný štadión Ondreja Nepelu w Bratysławie, podczas turnieju Oktagon 9, w walce głównej Samuel Krištofič przegrał jednogłośnie na punkty z Polakiem Grzegorzem Siwym. Ostatnią galą w tym roku była jubileuszowa Oktagon 10, która odbył się 17 listopada 2018 roku w praskiej O2 Arenie. W finale trzeciej serii Octagon Challenges Karol Ryšavý zwyciężył w drugiej rundzie przez TKO. Attila Végh także wystąpił po raz pierwszy od turnieju Octagon 4, pokonując jednogłośną decyzją Brazylijczyka Maiquela Falcão. W głównej walce wstępnej David Kozma został pierwszym w historii mistrzem organizacji w wadze półśredniej po tym, jak jego przeciwnik Gábor Boráros doznał kontuzji w drugiej rundzie i nie mógł kontynuować walki. W walce wieczoru zawalczyli m.in. były mistrz federacji FNG Tomáš Deák i Amerykanin Cory Galloway. Deák wygrał jednogłośnie na punkty po trzech rundach. 11 lutego 2019 roku organizacja zaprezentowała podczas konferencji prasowej Oktagon PrimeTime ogłosiło podpisanie umowy z Karlosem Vémolą i zapowiedziało, jego walkę z byłym mistrzem organizacji Bellator MMA Attilą Véghiem.
Pierwszym wydarzeniem w 2019 roku była gala Oktagon 11, która została zorganizowana w Ostawie, a konkretnie na Ostravar Arénie, w której po raz pierwszy w organizacji wystąpił nowo zakontraktowany Karlos Vémola. Czech w pierwszej rundzie pokonał Pawła Brandysa przez poddanie (duszenie zza pleców). W głównym wydarzeniu mistrz David Kozma po raz pierwszy obronił tytuł, pokonując pretendenta Samuela Krištofiča jednogłośną decyzją po pięciu rundach i broniąc tytułu wagi półśredniej.  Miesiąc później na Crow Arenie w Koszycach odbył się pierwszy turniej z cyklu Oktagon Prime, w którym w głównym meczu Jozef Wittner pokonał w drugiej rundzie Adama Horvatha przez TKO.
Na przestrzeni lat pod banderą Oktagon MMA boje toczyli tacy Polacy jak m.in. Grzegorz Siwy, Paweł Brandys, Łukasz Sajewski, Michał Bobrowski, Robert Bryczek, Mateusz Legierski, Mariusz Radziszewski, Krzysztof Klaczek, Ewelina Woźniak, Kamil Minda, Marta Waliczek, Marcin Naruszczka, Marcin Łazarz czy Piotr Wawrzyniak. W lutym 2020 roku Mateusz Legierski jednogłośnie zwyciężył z o wiele bardziej doświadczonym Miroslavem Štrbákiem, tym samym zostając pierwszym polskim mistrzem tej organizacji. Drogę do walki o pas mistrzowski w kategorii ciężkiej wywalczył sobie Kamil Minda, dzięki dwóm wygranych walkach na galach Oktagonu. 19 czerwca 2021 przegrał walkę o tytuł z Martinem Budayem. W grudniu 2023 roku Piotr Wawrzyniak zdobył tymczasowy pas mistrzowski w dywizji średniej po pokonaniu Vlasta Čepa.
12 października 2024 roku gala Oktagon 62: Bigger Than Ever, która odbyła się w Deutsche Bank Park we Frankfurcie nad Menem odnotowała europejski rekord frekwencji na gali MMA. Na trybunach stadionu zasiadło ponad 59 tysięcy kibiców.

## Reguły walk
- każda walka oprócz walki o mistrzostwo liczy 3 rundy
- walka o mistrzostw liczy 5 rund
- każda runda trwa 5 minut
- przerwa pomiędzy rundami trwa 1 minutę

Sposoby wyłonienia zwycięzcy:
- poddanie (odklepanie, słownie lub decyzja narożnika)
- nokaut
- techniczny nokaut
- decyzja sędziowska
- dyskwalifikacja zawodnika

Akcje zabronione:
- uderzanie głową
- każdy atak na oczy
- gryzienie
- szarpanie lub pociąganie za włosy
- zahaczanie (polega na zrobieniu „haka” z palca bądź z kilku palców i włożeniu ich do ust przeciwnika, a następnie ciągnięciu)
- wszelkie ataki na krocze
- bezpośredni atak na kręgosłup, obojczyk oraz tył głowy
- uderzenia z góry dolną częścią łokcia
- uderzenie w gardło, oraz łapanie tchawicy
- szczypanie, drapanie itp.
- kopanie głowy leżącego lub klęczącego przeciwnika
- naskakiwanie na leżącego przeciwnika
- kopanie piętami po nerkach
- dźwignie na małe stawy (np. palce)
- wyrzucanie przeciwnika poza ring
- wkładanie palców w otwarte rany przeciwnika
- przytrzymywanie spodenek lub rękawic przeciwnika
- plucie
- trzymanie siatki
- używanie wulgaryzmów na ringu
- atak podczas przerwy
- atak na przeciwnika, pod ochroną sędziego
- atak po gongu
- świadome lekceważenie instrukcji oraz samego sędziego
- uporczywe unikanie kontaktu z przeciwnikiem
- symulowanie kontuzji

## Kategorie wagowe
- Kogucia (do 61 kg / 135 lb)
- Piórkowa (do 66 kg / 145 lb)
- Lekka (do 70 kg / 155 lb)
- Półśrednia (do 77 kg / 170 lb)
- Średnia (do 84 kg / 185 lb)
- Półciężka (do 93 kg / 205 lb)

- Ciężka (do 120 kg / 265 lb)

## Mistrzowie turniejowi w MMA
| Rok  | Kategoria  | Mistrz           | Mistrz | Finalista           | Finalista |
| Rok  | Kategoria  | Nazwisko         | Kraj   | Nazwisko            | Kraj      |
| ---- | ---------- | ---------------- | ------ | ------------------- | --------- |
| 2023 | Półśrednia | Bojan Veličković | Serbia | Andreas Michailidis | Grecja    |
| 2024 | Lekka      | Losene Keita     | Belgia | Ronald Paradeiser   | Słowacja  |
| 2025 | Średnia    |                  |        |                     |           |

## Mistrzowie Oktagon MMA
| Kategoria                           | Waga      | Mistrz             | Od                   | Obrony tytułu |
| ----------------------------------- | --------- | ------------------ | -------------------- | ------------- |
| Ciężka                              | Do 120 kg | Will Fleury        | 8 marca 2025         | 0             |
| Półciężka                           | do 93 kg  | Will Fleury        | 29 grudnia 2024      | 0             |
| Średnia                             | Do 84 kg  | Kerim Engizek      | 12 października 2024 | 0             |
| Półśrednia                          | Do 77 kg  | Ion Surdu          | 7 grudnia 2024       | 0             |
| King of The Germany (specjalny pas) | Do 77 kg  | Christian Eckerlin | 12 pazdziernika 2024 | 0             |
| Lekka                               | Do 70 kg  | wakat              |                      |               |
| Piórkowa                            | Do 66 kg  | wakat              |                      |               |
| Kogucia                             | Do 61 kg  | wakat              |                      |               |
| Kogucia Kobiet                      | Do 61 kg  | Lucia Szabová      | 9 sierpnia 2025      | 0             |
| Musza                               | Do 57 kg  | Zhalgas Zhumagulov | 28 czerwca 2025      |               |
| Słomkowa Kobiet                     | Do 52 kg  | Mallory Martin     | 12 października 2024 | 1             |

## Historia mistrzów

### Mężczyźni

#### Waga ciężka (do 120,2 kg)
| Nr    | Mistrz                                      | Od                             | Do                | Obrony tytułu                                                                            |
| ----- | ------------------------------------------- | ------------------------------ | ----------------- | ---------------------------------------------------------------------------------------- |
| 1.    | Michal Martínek (pokonał Daniela Dittricha) | 28 lipca 2018 (Oktagon 7)      | 3 września 2020   | - pokonał Viktora Peštę 9 listopada 2019 (Oktagon 15)                                    |
| Wakat | Wakat                                       | 3 września 2020                | 19 czerwca 2021   | Martinek odszedł do organizacji ACA.                                                     |
| 2.    | Martin Buday (pokonał Kamila Mindę)         | 19 czerwca 2021 (Oktagon 25)   | październik 2021  |                                                                                          |
| Wakat | Wakat                                       | październik 2021               | 18 listopada 2023 | Buday odszedł z organizacji, aby wziąć udział w programie Dana White’s Contender Series. |
| 3.    | Hatef Moeil (pokonał Lazara Todeva)         | 18 listopada 2023 (Oktagon 49) | 17 grudnia 2024   |                                                                                          |
| Wakat | Wakat                                       | 17 grudnia 2024                | 8 marca 2025      | Moeil został pozbawiony pasa mistrzowskiego i zwolniony z organizacji.                   |
| 4.    | Will Fleury (pokonał Lazara Todeva)         | 8 marca 2025 (Oktagon 68)      |                   |                                                                                          |

#### Waga półciężka (do 93 kg)
| Nr            | Mistrz                                     | Od                            | Do                               | Obrony tytułu                                                                                                |
| ------------- | ------------------------------------------ | ----------------------------- | -------------------------------- | --- |
| 1.            | Viktor Pešta (pokonał Stephana Pütza)      | 25 września 2021 (Oktagon 28) | kwiecień 2022                    | |
| Wakat         | Wakat                                      |                               |                                  | Pešta odszedł do organizacji PFL.                                                                            |
| 2.            | Karlos Vémola (pokonał Aleksandara Ilicia) | 23 lipca 2022 (Oktagon 34)    | 29 grudnia 2024                  | - pokonał Pavola Langera 7 października 2023 (Oktagon 47) - pokonał Attilę Végha 8 czerwca 2024 (Oktagon 58) |
| Tymczasowy 1. | Pavol Langer (pokonał Alexandera Poppecka) | 17 czerwca 2023 (Oktagon 44)  | 7 października 2023 (Oktagon 47) | |
| 3.            | Will Fleury (pokonał Karlos Vémola)        | 29 grudnia 2024 (Oktagon 65)  | nadal                            | |

#### Waga średnia (do 83,9 kg)
| Nr            | Mistrz                                        | Od                                | Do                                | Obrony tytułu |
| ------------- | --------------------------------------------- | --------------------------------- | --------------------------------- | --- |
| 1.            | Karlos Vémola (pokonał Alexa Lohoré)          | 30 grudnia 2020 (Oktagon 20)      | 26 marca 2021                     | |
| Wakat         | Wakat                                         | 26 marca 2021                     | 26 lutego 2022                    | Vémola na ważeniu przed walką nie osiągnął wymaganego limitu kategorii średniej, przez co pozbawiono go pasa oraz nałożono na niego karę finansową.            |
| Tymczasowy 1. | Samuel Krištofič (pokonał Marcina Naruszczkę) | 24 lipca 2021 (Oktagon 26)        | 26 lutego 2022 (Oktagon 31)       | |
| 2.            | Patrik Kincl (pokonał Samuela Krištoficia)    | 26 lutego 2022 (Oktagon 31)       | 12 października 2024 (Oktagon 62) | - pokonał Alexa Lohoré 17 września 2022 (Oktagon 35) - pokonał Karlosa Vémolę 20 maja 2023 (Oktagon 43) - pokonał Piotra Wawrzyniaka 2 marca 2024 (Oktagon 54) |
| Tymczasowy 2. | Piotr Wawrzyniak (pokonał Vlasto Čepo)        | 29 grudnia 2023 (Oktagon 51)      | 2 marca 2024                      | |
| 3.            | Kerim Engizek (pokonał Patrika Kincla)        | 12 października 2024 (Oktagon 62) | nadal                             | |
| Tymczasowy 3. | Makhmud Muradov (pokonał Patrika Kincla)      | 14 czerwca 2025 (Oktagon 72)      | nadal                             | |

#### Waga półśrednia (do 77,1 kg)
| Nr    | Mistrz                                | Od                             | Do                          | Obrony tytułu |
| ----- | ------------------------------------- | ------------------------------ | --------------------------- | --- |
| 1.    | David Kozma (pokonał Gábora Borárosa) | 17 listopada 2018 (Oktagon 10) | 3 grudnia 2022 (Oktagon 37) | - pokonał Samuela Krištoficia 16 marca 2019 (Oktagon 11) - pokonał Maté'a Kertésza 17 października 2020 (Oktagon 17) - pokonał Leandro Silvę 29 maja 2021 (Oktagon 24) - pokonał Bojana Veličkovicia 4 grudnia 2021 (Oktagon 29) - pokonał Petra Knížę 9 kwietnia 2022 (Oktagon 32) |
| 2.    | Kaik Brito (pokonał Davida Kozmę)     | 3 grudnia 2022 (Oktagon 37)    | 25 maja 2023                | |
| Wakat | Wakat                                 | 25 maja 2023                   | 7 grudnia 2024              | Brito odszedł z organizacji w maju 2023 roku, aby wziąć udział w programie Dana White’s Contender Series. |
| 3.    | Ion Surdu (pokonał Kaik Brito)        | 7 grudnia 2024 (Oktagon 64)    |                             | |

#### King of The Germany
| Nr | Mistrz                                             | Od                               | Do    | Obrony tytułu |
| -- | -------------------------------------------------- | -------------------------------- | ----- | ------------- |
| 1. | Christian Eckerlin (pokonał Christiana Jungwirtha) | 12 padziernika 2024 (Oktagon 62) | nadal |               |

#### Waga lekka (do 70,3 kg)
| Nr    | Mistrz                                        | Od                               | Do                          | Obrony tytułu                                            |
| ----- | --------------------------------------------- | -------------------------------- | --------------------------- | -------------------------------------------------------- |
| 1.    | Mateusz Legierski (pokonał Miroslava Štrbáka) | 15 lutego 2020 (Oktagon Prime 3) | maj 2020                    |                                                          |
| Wakat | Wakat                                         | maj 2020                         | 30 stycznia 2021            | Legierski odszedł do organizacji KSW.                    |
| 2.    | Ivan Buchinger (pokonał Ronalda Paradeisera)  | 30 stycznia 2021 (Oktagon 21)    | 4 czerwca 2022 (Oktagon 33) |                                                          |
| 3.    | Losene Keita (pokonał Ivana Buchingera)       | 4 czerwca 2022 (Oktagon 33)      | 30 czerwca 2023             |                                                          |
| Wakat | Wakat                                         | 30 czerwca 2023                  | 9 grudnia 2023              | Keita zwakował tytuł mistrzowski z powodu kontuzji.      |
| 4.    | Ronald Paradeiser (pokonał Ivana Buchingera)  | 9 grudnia 2023 (Oktagon 50)      | 29 grudnia 2024             |                                                          |
| 5.    | Losene Keita (pokonał Ronalda Paradeisera)    | 29 grudnia 2024 (Oktagon 65)     | 16 sierpnia 2025            |                                                          |
| Wakat | Wakat                                         | 16 sierpnia 2025                 |                             | Keita zwakował pas mistrzowski i podpisał kontrakt z UFC |

#### Waga piórkowa (do 65,8 kg)
| Nr            | Mistrz                                   | Od                             | Do                         | Obrony tytułu                                                               |
| ------------- | ---------------------------------------- | ------------------------------ | -------------------------- | --------------------------------------------------------------------------- |
| 1.            | Ivan Buchinger (pokonał Vojto Barboríka) | 11 listopada 2021 (Oktagon 27) | 23 listopada 2021          |                                                                             |
| Wakat         | Wakat                                    | 23 listopada 2021              | 3 grudnia 2022             | Buchinger zwakował tytuł mistrzowski z powodu kontuzji                      |
| 2.            | Mate Sanikidze (pokonał Jakuba Tichotę)  | 3 grudnia 2022 (Oktagon 37)    | ?                          | - pokonał Losene Keitę 29 lipca 2023 (Oktagon 45)                           |
| Tymczasowy 1. | Losene Keita (pokonał Jakuba Tichotę)    | 29 kwietnia 2023 (Oktagon 42)  | 29 lipca 2023 (Oktagon 45) |                                                                             |
| Wakat         | Wakat                                    | 29 lipca 2023 (Oktagon 45)     | 9 grudnia 2023             | Sanikidze zwakował tytuł mistrzowski i zmienił kategorię wagową na kogucią. |
| 3.            | Losene Keita (pokonał Niko Samsonidsę)   | 9 grudnia 2023 (Oktagon 50)    | 16 sierpnia 2025           |                                                                             |
| Wakat         | Wakat                                    | 16 sierpnia 2025               |                            | Keita zwakował pas mistrzowski i podpisał kontrakt z UFC                    |

#### Waga kogucia (do 61,2 kg)
| Nr         | Mistrz                                        | Od                                  | Do                                 | Obrony tytułu                                          |
| ---------- | --------------------------------------------- | ----------------------------------- | ---------------------------------- | ------------------------------------------------------ |
| 1.         | Tomáš Deák (pokonał Filipa Macka)             | 14 września 2019 (Oktagon 14)       | 24 listopada 2020                  |                                                        |
| Wakat      | Wakat                                         | 24 listopada 2020                   | 6 listopada 2021                   | Deák odszedł do organizacji ACA.                       |
| 2.         | Jonas Mågård (pokonał Filipa Macka)           | 24 listopada 2020 (Oktagon Prime 4) | 28 lipca 2023 (Oktagon 45 Special) | - pokonał Gustavo Lopeza 15 kwietnia 2023 (Oktagon 41) |
| Tymczasowy | Gustavo Lopez (pokonał Filipa Macka)          | 30 grudnia 2022 (Oktagon 38)        | 15 kwietnia 2023 (Oktagon 41)      |                                                        |
| 3.         | Felipe Lima (pokonał Jonasa Mågårda)          | 28 lipca 2023 (Oktagon 45 Special)  | 17 czerwca 2024                    |                                                        |
| Wakat      | Wakat                                         | 17 czerwca 2024                     | 9 sierpnia 2025                    | Lima odszedł do organizacji UFC.                       |
| 4.         | Igor Severino lub Jack Cartwright (pokonał ?) | 9 sierpnia 2025 (Oktagon 74)        |                                    |                                                        |

#### Waga kogucia kobiet (do 61,2 kg)
| Nr | Mistrz                                     | Od                           | Do                           | Obrony tytułu |
| -- | ------------------------------------------ | ---------------------------- | ---------------------------- | ------------- |
| 1. | Cecilie Bolander (pokonała Lucie Pudilová) | 29 grudnia 2024 (Oktagon 65) | 9 sierpnia 2025 (Oktagon 74) |               |
| 2. | Lucia Szabová (pokonała Cecilie Bolander)  | 9 sierpnia 2025 (Oktagon 74) | nadal                        |               |

#### Waga musza (do 56,7 kg)
| Nr    | Mistrz                                   | Od                            | Do                          | Obrony tytułu |
| ----- | ---------------------------------------- | ----------------------------- | --------------------------- | --- |
| 1.    | Elias Garcia (pokonał Aarona Aby'ego)    | 4 listopada 2023 (Oktagon 48) | 21 marca 2024               | |
| Wakat | Wakat                                    | 21 marca 2024                 | 20 kwietnia 2024            | Garcia został pozbawiony tytułu w związku z dwukrotnym odrzuceniem obrony pasa.                                                                                                 |
| 2.    | Sam Creasey (pokonał Aarona Aby'ego)     | 20 kwietnia 2024 (Oktagon 56) | 22 lutego 2025 (Oktagon 67) | |
| 3.    | Beno Adamia (pokonał Sama Creasey'a)     | 22 lutego 2025 (Oktagon 67)   | 27 czerwca 2025             | |
| Wakat | Wakat                                    | 27 czerwca 2025               | 28 czerwca 2025             | Adamia nie został dopuszczony przez lekarzy do dalszego zbijania wagi i z powodu nie zrobienia limitu wagowego został pozbawiony pasa mistrzowskiego OKTAGON MMA w wadze muszej |
| 4.    | Zhalgas Zhumagulov (pokonał Beno Adamia) | 28 czerwca 2025 (Oktagon 73)  | nadal                       | |

### Kobiety

#### Waga musza (do 56,7 kg)
| Nr    | Mistrz                               | Od                           | Do            | Obrony tytułu                     |
| ----- | ------------------------------------ | ---------------------------- | ------------- | --------------------------------- |
| 1.    | Tereza Bledá (pokonała Mabelly Limę) | 30 grudnia 2021 (Oktagon 30) | sierpień 2022 |                                   |
| Wakat | Wakat                                | sierpień 2022                | nadal         | Bledá odeszła do organizacji UFC. |

#### Waga słomkowa (do 52 kg)
| Nr | Mistrz                                      | Od                                | Do                   | Obrony tytułu                                        |
| -- | ------------------------------------------- | --------------------------------- | -------------------- | ---------------------------------------------------- |
| 1. | Katharina Dalisda (pokonała Jacintę Austin) | 16 września 2023 (Oktagon 46)     | 12 października 2024 | - pokonała Eva Dourthe 10 lutego 2024 (Oktagon 53)   |
| 2. | Mallory Martin (pokonała Katharina Dalisda) | 12 października 2024 (Oktagon 62) | nadal                | - pokonała Eva Dourthe 26 kwietnia 2025 (Oktagon 70) |

## Ranking Oktagon MMA
Stan aktualny na dzień – 24 marca 2025.
| Nr | P4P               |
| -- | ----------------- |
| 1  | Losene Keita      |
| 2  | Will Fleury       |
| 3  | Kerim Engizek     |
| 4  | Ion Surdu         |
| 5  | Mallory Martin    |
| 6  | Beno Adamia       |
| 7  | Cecilie Bolander  |
| 8  | Ronald Paradeiser |
| 9  | Patrik Kincl      |
| 10 | Karlos Vémola     |

### Mężczyźni
| Nr | Waga ciężka do 120,2 kg (265 lbs) | Nr | Waga półciężka do 93 kg (205 lb)  | Nr | Waga średnia do 83,9 kg (185 lb) | Nr | Waga półśrednia do 77,1 kg (170 lb) |
| -- | --------------------------------- | -- | --------------------------------- | -- | -------------------------------- | -- | ----------------------------------- |
| C  | Will Fleury                       | C  | Will Fleury                       | C  | Patrik Kincl                     | C  | —                                   |
| 1  | Lazar Todev                       | 1  | Pavol Langer                      | 1  | Piotr Wawrzyniak +4              | 1  | Bojan Veličković                    |
| 2  | Adam Pałasz                       | 2  | Alexander Poppeck                 | 2  | Kerim Engizek                    | 2  | Amiran Gogoladze                    |
| 3  | Sebastian Herzberg                | 3  | Karlos Vémola                     | 3  | Marek Mazúch                     | 3  | Ion Surdu                           |
| 4  | Tadej Dajčman                     | 4  | Daniel Škvor                      | 4  | Samuel Krištofič                 | 4  | Stefano Paternò                     |
| 5  | Ruben Wolf                        | 5  | Attila Végh                       | 5  | Matěj Peňáz                      | 5  | Louis Glismann                      |
| 6  | Sofiane Boukichou                 | 6  | Scott Askham                      | 6  | Vlasto Čepo                      | 6  | David Kozma                         |
| 7  | Wallyson Carvalho                 | 7  | Jorick Montagnac                  | 7  | Mick Stanton                     | 7  | Leonardo Silva                      |
| 8  | Kerisson Rezende                  | 8  | Marc Doussis                      | 8  | Andreas Michailidis              | 8  | Máté Kertész                        |
| 9  | —                                 | 9  | Miloš Petrášek                    | 9  | David Zawada -1                  | 9  | Christian Eckerlin                  |
| 10 | —                                 | 10 | Jeremy Kimball                    | 10 | Zdeněk Polívka                   | 10 | Christian Jungwirth                 |
| Nr | Waga lekka do 70,3 kg (155 lb)    | Nr | Waga piórkowa do 65,8 kg (145 lb) | Nr | Waga kogucia do 61,2 kg (135 lb) | Nr | Waga musza do 56,7 kg / 125 lb      |
| C  | Ronald Paradeiser                 | C  | Losene Keita                      | C  | —                                | C  | Sam Creasey                         |
| 1  | Losene Keita                      | 1  | Samuel Bark                       | 1  | Jonas Mågård                     | 1  | Beno Adamia                         |
| 2  | Mateusz Legierski                 | 2  | Niko Samsonidse                   | 2  | Farbod Iran Nezhad               | 2  | Elias Garcia                        |
| 3  | Acoidan Duque                     | 3  | Jakub Tichota                     | 3  | Mate Sanikidze                   | 3  | Aaron Aby                           |
| 4  | Ivan Buchinger +1                 | 4  | Shoaib Yousaf                     | 4  | Gustavo Lopez                    | 4  | Stipe Brčić                         |
| 5  | Attila Korkmaz                    | 5  | Eduard Kexel                      | 5  | Jack Cartwright                  | 5  | Christopher Daniel                  |
| 6  | Konrad Dyrschka -2                | 6  | James Hendin                      | 6  | Antun Račić                      | 6  | —                                   |
| 7  | Shem Rock                         | 7  | Max Holzer                        | 7  | Cory Tait                        | 7  | —                                   |
| 8  | Mochamed Machaev                  | 8  | Gjoni Palokaj                     | 8  | Roman Paulus                     | 8  | —                                   |
| 9  | Agy Sardari                       | 9  | Vladimír Lengál                   | 9  | Josh Hill                        | 9  | —                                   |
| 10 | Akonne Wanliss                    | 10 | Karol Ryšavý                      | 10 | —                                | 10 | —                                   |

### Kobiety
| Nr | Waga kogucia do 61,2 kg (135 lb) | Nr | Waga musza do 56,7 kg / 125 lb | Nr | Waga słomkowa do 52,2 kg (115 lb) |
| -- | -------------------------------- | -- | ------------------------------ | -- | --------------------------------- |
| C  |                                  | C  | —                              | C  | Katharina Dalisda                 |
| 1  | Lucia Szabová                    | 1  | Aitana Álvarez                 | 1  | Mallory Martin                    |
| 2  | Olga Rubin                       | 2  | Veronika Smolkova              | 2  | Jacinta Austin                    |
| 3  | —                                | 3  | Jovana Đukić                   | 3  | Eva Dourthe                       |
| 4  | —                                | 4  | —                              | 4  | Anita Bekus                       |
| 5  | —                                | 5  | —                              | 5  | Magdaléna Šormová                 |
| 6  | —                                | 6  | —                              | 6  | Karolina Wójcik                   |
| 7  | —                                | 7  | —                              | 7  | Isabela de Pádua                  |
| 8  | —                                | 8  | —                              | 8  | Monika Chochlíková                |
| 9  | —                                | 9  | —                              | 9  | —                                 |
| 10 | —                                | 10 | —                              | 10 | —                                 |

Legenda:
| Symbol | Oznaczenie                                  |
| ------ | ------------------------------------------- |
| +      | Wzrost w rankingu o (ilość miejsc, np. +2). |
| -      | Spadek w rankingu o (ilość miejsc, np. -1). |

## Brandy

### Oktagon TV
Platforma za pośrednictwem której można oglądać gale transmitowane w systemie Pay Per View.

### Oktagon Bar
Sieć barów współpracujących z organizacją. W takich lokalach można bez reklam oglądać transmisje poszczególnych gal.

## Projekty

### VÝZVA IV
W 2019 roku organizacja Oktagon zorganizowała żeńską edycję programu wzorowanego na amerykańskim programie "The Ultimate Fighter". W programie wzięło udział osiem zawodniczek z Czech oraz Słowacji, które podzielono na dwie drużyny – słowackiego zawodnika Attily Vegha oraz pochodzącego z Czech Karlosa Vémolę. Finał przypadł na październikową galę Oktagon 15, podczas której słowacka zawodniczka K-1 Lucia Krajčovič wygrała przez TKO w pierwszej rundzie z Czeszką Barbarą Cyprianovą.

### Projekt Y
W 2019 roku organizacja stworzyło unikalny projekt, do którego spośród 400 kandydatek wybrano cztery kobiety kompletnie niezwiązane ze sztukami walki. Kandydatki po kilku miesiącach przygotowań stanęły do czteroosobowego turnieju, który swój początek miał podczas wrześniowej gali Oktagon 14. Finał natomiast odbył się 15 lutego 2020 roku, a zwyciężczynią okazała się Ivana Haskova – pochodząca z Czech studentka o specjalności literacko–historycznej.

### Underground
Projekt powstały w czasach pandemii koronawirusa. Uczestnicy turnieju rywalizowali w czterech kategoriach wagowych (do 100kg, do 90kg, do 80kg, do 70kg) oraz specjalnej kategorii dla kobiet (do 61kg). W trakcie turnieju obowiązywały także specjalne zasady: pojedynki były toczone na dystansie 3 rund po 3 minut + ewentualna dogrywka. Ponadto walka mogła być przeniesiona do parteru, jednak po trzech sekundach, kiedy pozycja w parterze została ustabilizowana, walka wracała do stójki. Nagrodą w turnieju było 100 tysięcy euro.

## Znani zawodnicy walczący dla organizacji
- Wahid Najand
- Daniel Torres
- Losene Keita
- Ildemar Alcântara
- Kaik Brito
- Felipe Lima
- Denilson Neves
- Leandro Silva
- Rafael Xavier
- Miloš Janičić
- Antun Račić
- Tereza Bledá
- David Dvořák
- Patrik Kincl
- David Kozma
- Filip Macek
- Viktor Pešta
- Matěj Peňáz
- Miloš Petrášek
- Lucie Pudilová
- Karlos Vémola
- Joachim Christensen
- Louis Glismann
- Jonas Mågård
- Scott Askham
- Jack Cartwright
- John Hathaway
- Pietro Menga
- Acoidan Duque
- Makwan Amirkhani
- Alex Lohoré
- Amiran Gogoladze
- Mate Sanikidze
- Max Coga
- Katharina Dalisda
- Konrad Dyrschka
- Christian Eckerlin
- Lom-Ali Eskijew
- Mohamed Grabinski
- Max Holzer
- Christian Jungwirth
- Hatef Moeil
- Alexander Poppeck
- Stephan Pütz
- Farbod Iran Nezhad
- Niko Samsonidse
- Niklas Stolze
- David Zawada
- Martin Zawada
- Andreas Michailidis
- John Palaiologos
- Máté Kertész
- Will Fleury
- Zhalgas Zhumagulov
- Rizlen Zouak
- Robert Bryczek
- Michał Bobrowski
- Mateusz Duczmal
- Róża Gumienna
- Krzysztof Jotko
- Kamil Minda
- Mateusz Legierski
- Marcin Łazarz
- Marcin Naruszczka
- Adam Pałasz
- Michał Pasternak
- Łukasz Sajewski
- Łukasz Siwiec
- Marta Waliczek
- Piotr Wawrzyniak
- Kamil Wojciechowski
- Ewelina Woźniak
- Mark Hulme
- Predrag Bogdanović
- Aleksandar Ilić
- Bojan Veličković
- Vojto Barborík
- Ivan Buchinger
- Martin Buday
- Tomáš Deák
- Ľudovít Klein
- Samuel Krištofič
- Ronald Paradeiser
- Lucia Szabová
- Attila Végh
- Kerim Engizek
- Elias Garcia
- Jeremy Kimball
- Virgil Zwicker
- Makhmud Muradov
- Aaron Aby